# Boulevard Victor-Hugo (Lille)
Pour les articles homonymes, voir Rue Victor-Hugo.
Le boulevard Victor-Hugo est un boulevard de Lille, dans le Nord, en France.

## Situation et accès
Le boulevard Victor-Hugo, qui dessert les quartiers de Wazemmes et Moulins, relie le parc Jean-Baptiste Lebas à la place Barthéméy-Dorez (Porte des Postes).
Il est desservi à son extrémité sud-ouest par la station de métro Porte des Postes.

## Origine du nom
Il rend hommage à l'écrivain Victor Hugo (1802-1885).

## Historique
Le boulevard numéro V du plan d'alignement de la ville adopté le 24 avril 1860  à la suite du septième agrandissement de Lille en 1858 est ouvert en 1863 sous le nom de « boulevard Vallon ». Il vise à relier les boulevards Vauban, de la Liberté et Montebello considéré, à l'époque de son inauguration, comme les nouveaux points stratégiques du nouveau Lille agrandi. 
Il prend le nom de « boulevard Victor-Hugo » en 1881.
Il était parcouru par la ligne circulaire de tramway P à très faible trafic fermée en 1938.

## Description
Le boulevard à deux fois deux voies de circulation et larges trottoirs plantés d'arbres est surtout résidentiel avec peu de commerces. Il est bordé en majorité de bâtiments de la fin du XIXe siècle, début XIXe siècle, maisons ou petits immeubles d'habitation en briques de deux étages de style vernaculaire lillois, de plusieurs maisons ou petits immeubles de style éclectique lillois, quelques ateliers, peu d'immeubles récents.

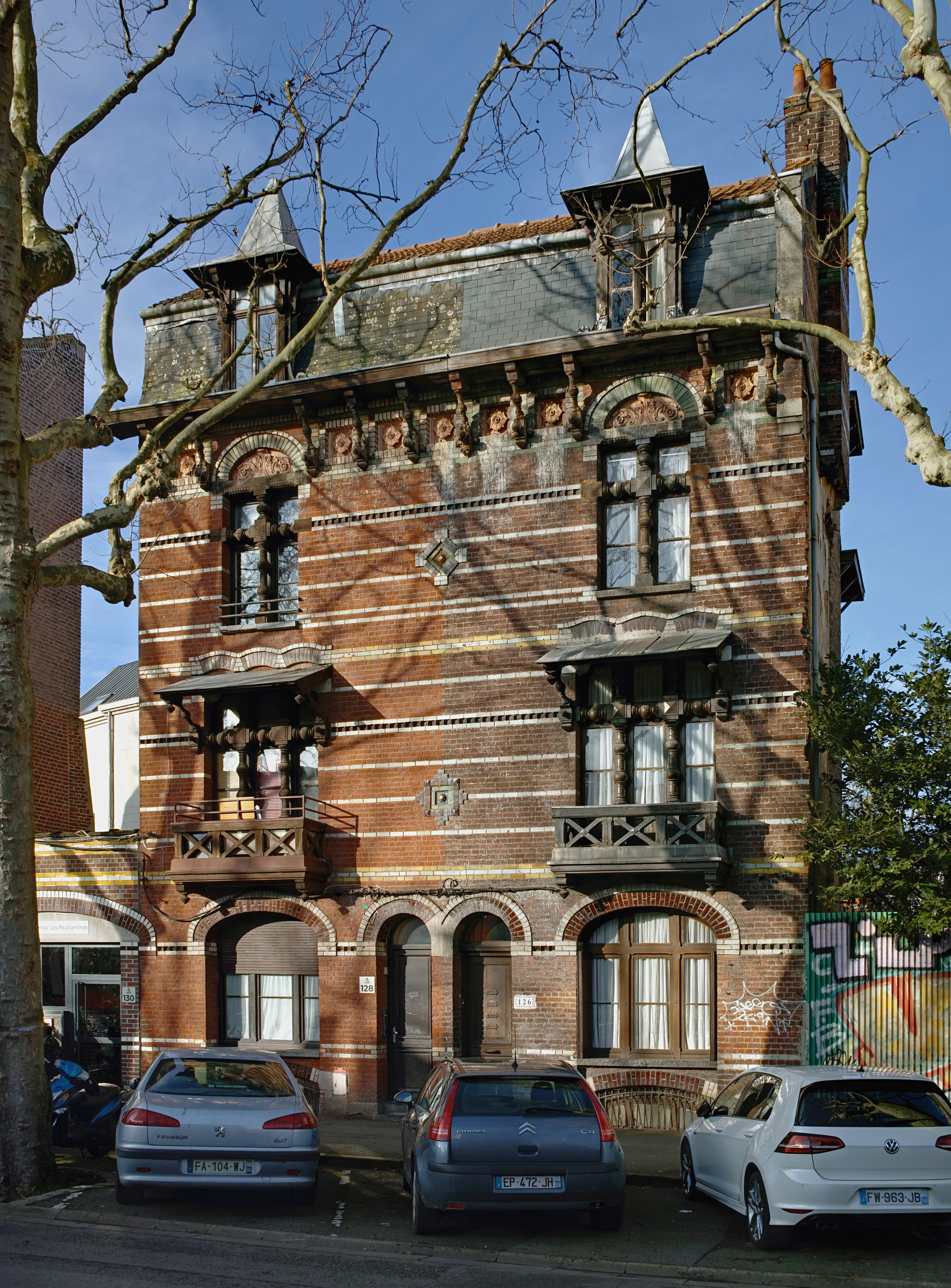
Maisons du 126 128 bd Victor Hugo
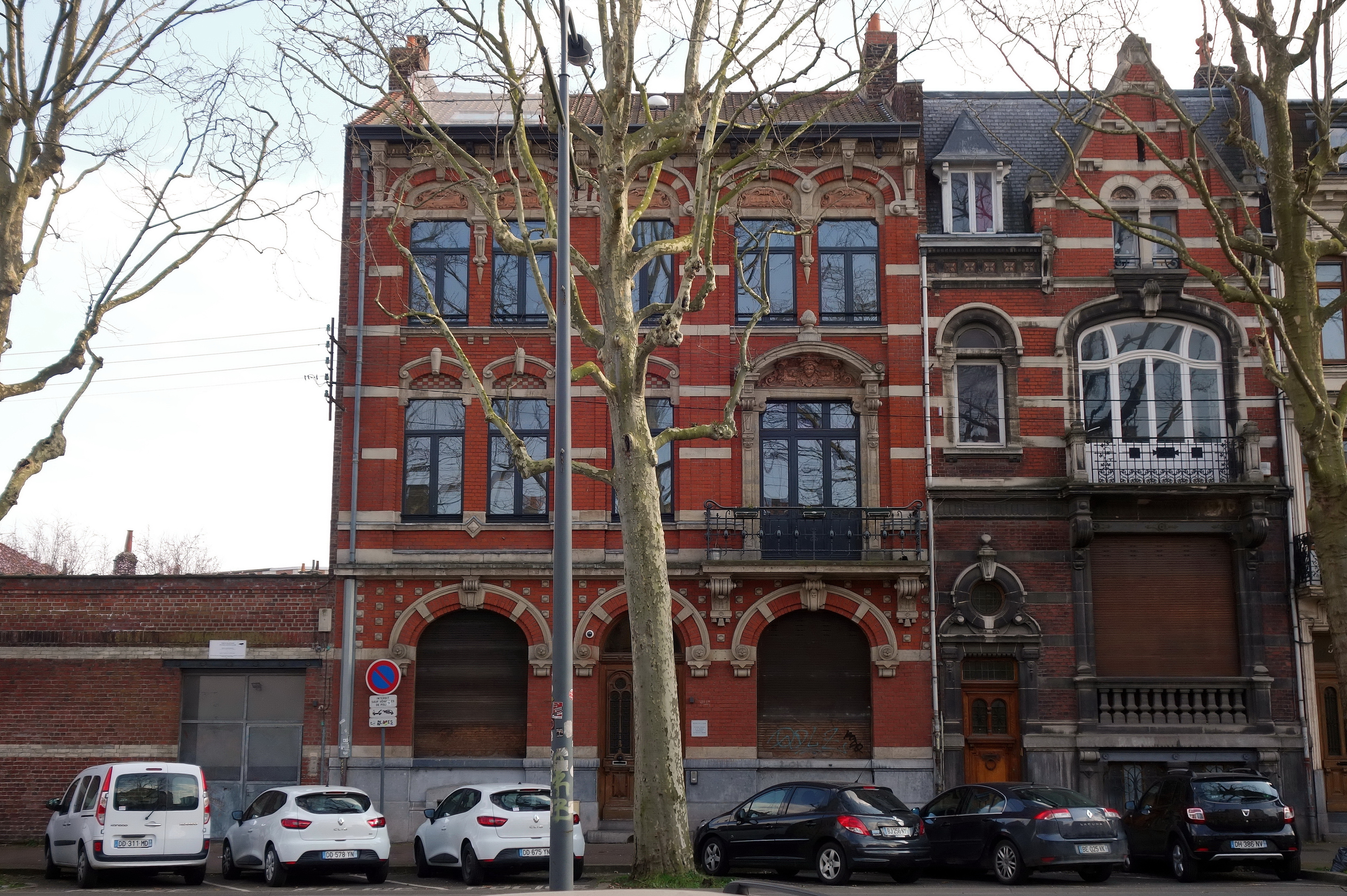
Maisons de style éclectique

## Bâtiments remarquables et lieux de mémoire

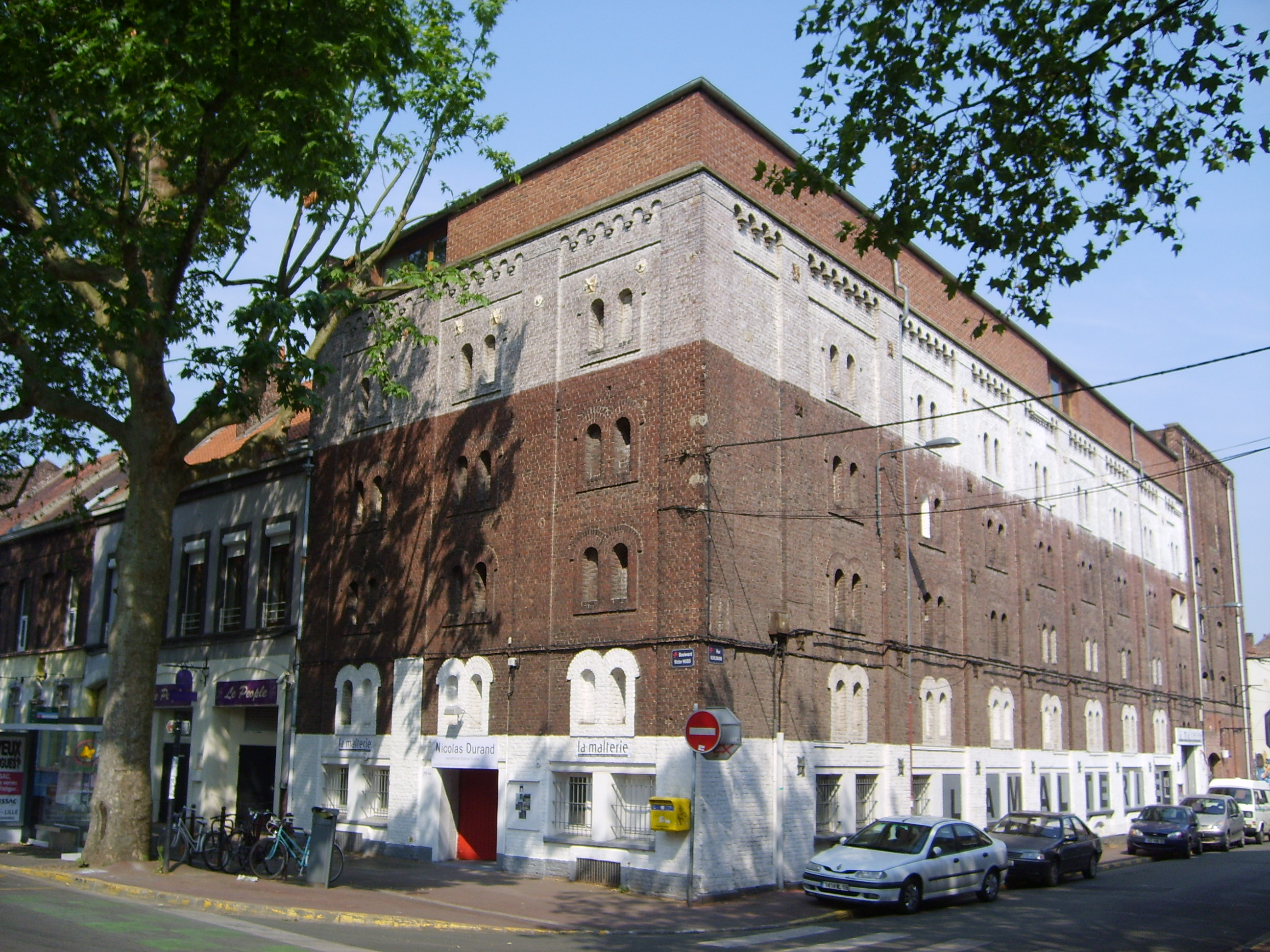
La Malterie

La Malterie. Ce bâtiment à l'angle de la rue Kuhlmann
construit en 1871 est celui d'une ancienne brasserie qui abrite 28 ateliers d'artistes, une salle de concerts, une salle d'exposition, un espace d'accueil en résidence, 5 locaux de répétition pour les musiciens (musiques actuelles),